# Tratado de Versalhes (1757)
O Tratado de Versalhes foi um acordo diplomático assinado entre a Áustria e a França no Palácio de Versalhes em 1º de maio de 1757 durante a Guerra dos Sete Anos. Expandiu-se no Primeiro Tratado de Versalhes de 1756, que estabeleceu a Aliança Franco-Austríaca. É, portanto, comumente conhecido como o Segundo Tratado de Versalhes.

## Termos
No novo tratado, a França concordou em ajudar a Áustria a recuperar a província da Silésia da Prússia em troca da Áustria ceder a Holanda Austríaca à França na conclusão da guerra, cuja aquisição havia sido um objetivo do estado francês. Os subsídios financeiros pagos da França à Áustria continuaram, o que confirmou o temor britânico sobre a profundidade da aliança.
Na esteira do tratado, as tropas francesas se moveram para ocupar os principais portos e assentamentos na Holanda austríaca, como Ostend e Nieuport, liberando suas guarnições austríacas para se deslocarem para o leste para atacar a Prússia. Isso alarmou particularmente a Grã-Bretanha, que há muito procurava impedir que os franceses se mudassem para a Holanda, mas o tratado pôs fim à barreira que existia há quarenta anos.
Os franceses pretendiam colocar um monarca Bourbon do ramo espanhol da dinastia, o duque Filipe de Parma, no trono de um novo estado fantoche no sul da Holanda. Além disso, foi acordado que as cidades de Chimay, Ostend, Beaumont, Nieuport, Ypres, Furnes e Mons seriam todas cedidas diretamente à França.
O tratado também serviu para confirmar uma divisão planejada da Prússia, que ocorreria entre a Rússia, a Suécia e a Saxônia.

## Consequências

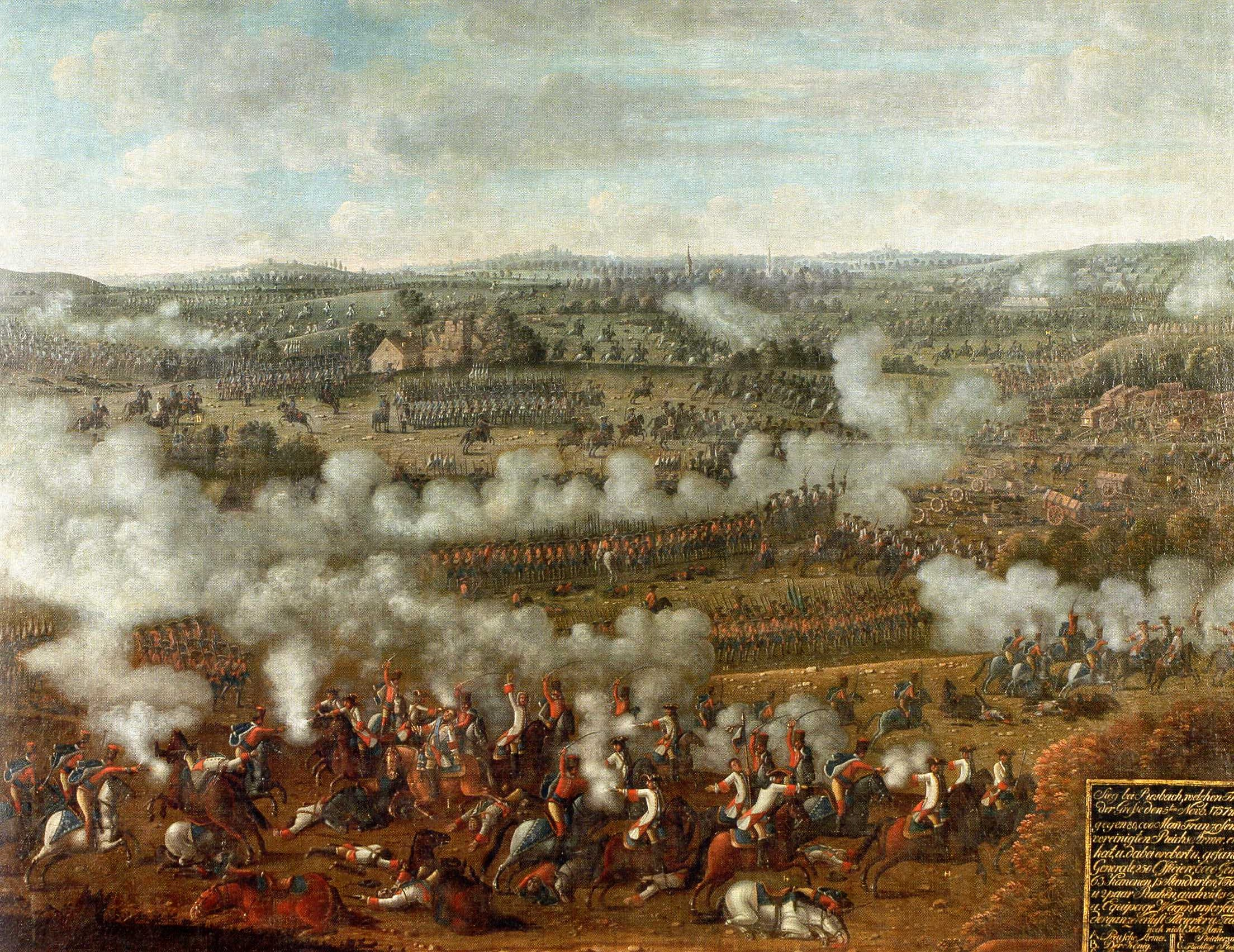
A vitória prussiana na Batalha de Rossbach foi um grande golpe para os Aliados e levou à substituição do Tratado no ano seguinte.

Os termos foram amplamente renunciados pelo subsequente Terceiro Tratado de Versalhes, pois a França e a Áustria não conseguiram alcançar a rápida vitória sobre a Prússia que haviam previsto, apesar da assistência da Rússia, Suécia e Saxônia. Além disso, a França estava preocupada com o fato de a guerra na Alemanha estar retirando tropas e recursos que precisavam ser direcionados contra a Grã-Bretanha, e a guerra também provocou uma crise financeira em Paris.